# Nicolas Jamin
Nicolas Jamin (ur. 5 grudnia 1995 roku w Rouen) – francuski kierowca wyścigowy.

## Kariera

### Formuła 4
Jamin rozpoczął karierę w jednomiejscowych samochodach wyścigowych w 2012 roku od startów we Francuskiej Formule 4. W ciągu 14 wyścigów czterokrotnie stawał tam na podium. Z dorobkiem 102 punktów ukończył sezon na siódmej pozycji w klasyfikacji generalnej.

### Formuła Renault 2.0
Na sezon 2013 Francuz podpisał kontrakt z francuską ekipą ART Junior Team na starty w Północnoeuropejskim Pucharze Formuły Renault 2.0. Podczas rundy na torze Circuit Paul Ricard dołączył również do stawki Europejskiego Pucharu Formuły Renault 2.0. Jedynie w edycji północnoeuropejskiej był klasyfikowany. Z dorobkiem 144 punktów uplasował się tam na siódmej pozycji w klasyfikacji generalnej.

### USF2000 National Championship
W 2014 roku Francuz przeniósł się do Stanów Zjednoczonych, gdzie wystartował w edycji zimowej oraz głównej serii amerykańskiej edycji Formuły Ford - USF2000 National Championship.

## Statystyki
| Sezon | Seria                                         | Zespół          | Wyścigi | Zwycięstwa | PP | NO | Podium | Punkty | Pozycja |
| ----- | --------------------------------------------- | --------------- | ------- | ---------- | -- | -- | ------ | ------ | ------- |
| 2012  | Francuska Formuła 4                           |                 | 14      | 0          | 0  | 0  | 4      | 102    | 7       |
| 2013  | Północnoeuropejski Puchar Formuły Renault 2.0 | ART Junior Team | 16      | 0          | 0  | 0  | 1      | 144    | 7       |
| 2013  | Europejski Puchar Formuły Renault 2.0         | ART Junior Team | 2       | 0          | 0  | 0  | 0      | 0      | NS†     |

† – Jamin nie był zaliczany do klasyfikacji